# 총콜레스테롤
총콜레스테롤(total cholesterol, TC)은 일반적으로 저밀도지질단백질(LDL)과 고밀도지질단백질(HDL) 그리고 중성지방(Neutral Fat)의 수치를 합산한 콜레스테롤수치를 가리킨다. 혈중 단위는 mg/dL이다.
특히 저밀도지질단백질(LDL)을 나쁜 콜레스테롤로 부르고 고밀도지질단백질(HDL)을 좋은 콜레스테롤로 부르나 이는 정확한 용어라기보다는 혈중 콜레스테롤들의 분포 상태를 이해하는 용이한 표현으로서 많이 사용되는 용어를 가리킨다. 콜레스테롤이 서로 다른 형태를 가지는 것이 아니고 지단백이 형성될 때 단백질 비율이 낮으면 LDL이 되고 높으면 HDL이 된다(지질은 단백질에 비해 비중이 낮다)
총콜레스테롤의 기준치는 정상 성인의 경우 200 mg/dL이며, 240 mg/dL 이상이면 위험하며 한편 HDL의 정상 기준치는 40 mg/dl이상 이고 NF(중성지방)정상 기준치는 160mg/dl 이하 및  LDL의 정상 기준치는 130 mg/dl이하가 적당한 것으로 알려져있다. 특히 TC가 기준치를 벗어났거나 LDL,NF,HDL의 균형이 깨진경우 규칙적인 운동과 안정된 식습관 그리고 일정 기간을 두고 추적검사 및 관리가 필요하게 된다.

## 같이 보기
- 이상지지혈증
- 통풍

## 참고
- (이상지질혈증-건강검진 결과안내)국민건강보험공단
- 한국일보,건강in -  ‘나쁜’ LDL콜레스테롤 160mg/dL 이하로 낮춰라
- 조선일보-이상지질혈증이란, 기존 '고지혈증'…고기 많이 먹고 운동 안해 생겨